# Sverre Patursson

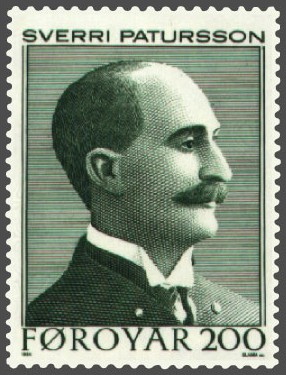
Sverri Patursson på ett färöiskt frimärke år 1984.

Sverre Patursson, född 22 september 1871 i Kirkjubøur, död 10 november 1960, var en färöisk författare och miljöaktivist.
Patursson föddes i Kirkjubøur, som son till kungsbonden Poul Peder Pedersen (Páll Patursson) och hans hustru Ellen Cathrine Djonesdatter (Elin Dalsgarð). Hans äldre syster Súsanna Helena Patursson blev Färöarnas första feminist, medan hans äldre bror Jóannes Patursson räknas till en av de största männen i den färöiska historien. Barnen fick hemundervisning på kungsgården och därefter flyttade Sverre till Danmark, där han studerade på Vallekildes folkhögskola. Han studerade även i Norge och kom därmed i kontakt med den norska ungdomsföreningen.
Tillbaka på Färöarna stiftade han år 1895 den första färöiska ungdomsföreningen Sólarmagn. Han arbetade som journalist, där hans artiklar ofta publicerades i utländska tidningar. Från 1898 till 1902 gav han ut tidskriften Fuglaframi. I tidningen var Färöarnas fågelliv huvudämnet. Han var berömd för sin ornitologiska kunskap om fåglar och hans insats. Den 12 mars 1943 kom Tjaldur (strandskatan) till Paturssons kännedom. Dagen blev stiftad som en helig dag på Färöarna och kallas för Grækarismessa (Sankt Gregors dag).
Som författare var Paturson en av de första på Färöarna som skrev prosa. Han översatte bland annat Robinson Crusoe till färöiska år 1914.